# Isaac Okoronkwo
Isaac Okoronkwo (ur. 1 maja 1978 w Abie) – nigeryjski piłkarz grający na pozycji środkowego obrońcy. Były reprezentant Nigerii, z którą występował na Mistrzostwach Świata 2002, Pucharze Narodów Afryki 2002 oraz Pucharze Narodów Afryki 2004.

## Kariera klubowa
Okoronkwo pochodzi z miasta Aba. Jego pierwszym klubem piłkarskim w karierze był Enyimba FC. W barwach Enyimby zadebiutował w lidze w 1994 – miał wówczas 16 lat. Po roku gry w rodzinnym mieście, Isaac wyjechał do Owerri i został graczem tamtejszego zespołu Iwuanyanwu Nationale. Nie był to jednak silny klub i w 1995 z Okoronkwo w składzie zajął 13. miejsce w tabeli. Rok później Isaac ponownie zmienił klub. Trafił do stołecznego klubu Julius Berger FC. W 1997 roku zajął z drużyną z Lagos 4. pozycję. Rok 1997 także zaczął w Julius Berger, ale w drugiej połowie roku podpisał kontrakt z katarskim Ar-Rajjan SC. Jednak pobyt w tym klubie Okoronkwo uważa za katastrofę. Klub nie miał pieniędzy na wypłaty dla zawodników i Isaac odszedł z zespołu, pomimo tego, że trener zespołu chciał go zatrzymać w katarskim klubie. Okoronkwo wrócił do Nigerii do Iwuanyanwu, gdzie grał jako pomocnik, a czasami nawet na pozycji napastnika. Z Nationale zajął 9. pozycję w lidze.
Zimą 1999 podpisał kontrakt z beniaminkiem Divizia Națională, Sheriffem Tyraspol. Klub właśnie pozyskał nowego sponsora i w związku z tym celował w mistrzostwo kraju. Okoronkwo spotkał tam swoich rodaków Edwarda Anyamkegha i Emmanuela Olukayode. W rundzie wiosennej zagrał w 6 ligowych meczach. Sheriff co prawda nie wywalczył obiecanego mistrzostwa, ale zdobył Puchar Mołdawii (w finale nie grał). W sezonie 1999/2000 Okoronkwo był już pewniakiem na środku obrony zespołu z Tyraspola. Zagrał 35 meczów na 36 możliwych i zdobył 1 gola – w zremisowanym 2:2 meczu z Constructorulem Kiszyniów.
Dobra gra w Mołdawii spowodowała, że latem 2000 Okoronkwo podpisał kontrakt z ukraińskim Szachtarem Donieck. Z donieckim klubem awansował do rozgrywek grupowych Ligi Mistrzów. Tam największym sukcesem była wygrana 3:0 z Arsenalem, ale pomimo tego Szachtar zajął 3. miejsce za Arsenalem i S.S. Lazio. Start w Pucharze UEFA Okoronkwo ze swoim klubem zakończyli na 3. rundzie, z której odpadli po dwumeczu z Celtą Vigo. W lidze Isaac rozegrał 18 meczów i wywalczył wicemistrzostwo Ukrainy (2 punkty straty do Dynama Kijów). W sezonie 2001/2002 Szachtar nie przegrywając żadnego meczu po raz pierwszy w historii wywalczył mistrzostwo Ukrainy – udział Okoronkwo w tym sukcesie to 16 meczów, 0 goli. Isaac nie grał natomiast w finale Pucharu Ukrainy, w którym klub z Doniecka wygrał z Dinamem 3:2 zdobywając tym samym dublet. Gorzej było w europejskich pucharach. Klub nie zdołał awansować do Ligi Mistrzów, przegrywając w kwalifikacjach z Borussią Dortmund. Podobnie było w sezonie 2002/2003, gdy Szachtar z Okoronkwo odpadł w kwalifikacjach po przegraniu dwumeczu z Club Brugge. W obu meczach padł wynik 1:1 i o awansie zadecydowały rzuty karne, które lepiej egzekwowali Belgowie. W kraju nie udało się obronić mistrzostwa i piłkarze z Doniecka musieli się zadowolić wicemistrzostwem.
Latem 2003 Isaacowi skończył się kontrakt z ukraińską drużyną i na zasadzie wolnego transferu przeszedł do beniaminka Premier League, Wolverhampton Wanderers. Szybko odniósł jednak ciężką kontuzję i stracił niemal cały sezon. W lidze zadebiutował dopiero w 32. kolejce, 10 kwietnia 2004 w zremisowanym 3:3 wyjazdowym meczu z Manchesterem City. Do końca sezonu był już podstawowym zawodnikiem "Wilków", ale nie zdołał pomóc w uniknięciu degradacji (jego klub zajął ostatnie miejsce w lidze).
Latem 2004 przebywał na testach w rosyjskim Tereku Grozny. Jednak nie podpisał z tym zespołem kontraktu z powodu zaległości treningowych. Do końca roku pozostawał bez klubu, aż zimą 2005 przed rozpoczęciem sezonu w Rosji podpisał kontrakt z Ałaniją Władykaukaz, gdzie spotkał rodaka Justice Christophera. Rozegrał w niej 20 meczów ligowych, ale po raz kolejny przeżył gorycz degradacji do drugiej ligi. Nie przeszkodziło to w 2006 roku przejść do zespołu pierwszoligowego, jakim był zespół FK Moskwa. Był podstawowym ogniwem środka obrony moskiewskiego zespołu, w którym zagrał 20 meczów zdobył 2 bramki i z zespołem FK zajął wysokie 6. miejsce. Po tym jak FK Moskwa ogłosiła o upadłość, w marcu 2010 został piłkarzem FK Rostów.
| Sezon   | Klub                    | Kraj     | Rozgrywki              | Mecze | Bramki |
| ------- | ----------------------- | -------- | ---------------------- | ----- | ------ |
| 1994    | Enyimba FC              | Nigeria  | Nigeria Premier League | 13    | 4      |
| 1995    | Iwuanyanwu Nationale    | Nigeria  | Nigeria Premier League | 26    | 7      |
| 1996    | Julius Berger FC        | Nigeria  | Nigeria Premier League | 13    | 3      |
| 1997    | Julius Berger FC        | Nigeria  | Nigeria Premier League | 12    | 2      |
| 1997/98 | Ar-Rajjan SC            | Katar    | Q-League               | ?     | ?      |
| 1998    | Iwuanyanwu Nationale    | Nigeria  | Nigeria Premier League | 25    | 6      |
| 1998/99 | Sheriff Tyraspol        | Mołdawia | Divizia Națională      | 6     | 0      |
| 1999/00 | Sheriff Tyraspol        | Mołdawia | Divizia Națională      | 35    | 1      |
| 2000/01 | Szachtar Donieck        | Ukraina  | Ukraińska Wyszcza Liha | 18    | 0      |
| 2001/02 | Szachtar Donieck        | Ukraina  | Ukraińska Wyszcza Liha | 16    | 0      |
| 2002/03 | Szachtar Donieck        | Ukraina  | Ukraińska Wyszcza Liha | 19    | 0      |
| 2003/04 | Wolverhampton Wanderers | Anglia   | Premier League         | 7     | 0      |
| 2005    | Ałanija Władykaukaz     | Rosja    | Priemjer-Liga          | 22    | 0      |
| 2006    | FK Moskwa               | Rosja    | Priemjer-Liga          | 26    | 2      |
| 2007    | FK Moskwa               | Rosja    | Priemjer-Liga          | 13    | 0      |
| 2008    | FK Moskwa               | Rosja    | Priemjer-Liga          | 5     | 0      |
| 2009    | FK Moskwa               | Rosja    | Priemjer-Liga          | 20    | 0      |
| 2010    | FK Rostów               | Rosja    | Priemjer-Liga          | 22    | 0      |
| 2011/12 | FK Rostów               | Rosja    | Priemjer-Liga          | 33    | 1      |
| 2012/13 | FK Rostów               | Rosja    | Priemjer-Liga          | 5     | 0      |

## Kariera reprezentacyjna
Karierę reprezentacyjną Okoronkwo rozpoczął od występów w młodzieżowej reprezentacji Nigerii. Z reprezentacją olimpijską wystąpił na Igrzyskach Olimpijskich w Sydney. Tam z Nigerią zaszedł do ćwierćfinału, w którym odpadł z rodakami po porażce 1:4 z Chile. W pierwszej reprezentacji Okoronkwo zadebiutował 13 stycznia 2001 w wygranym 1:0 meczu z Zambią rozegranym w ramach kwalifikacji do Pucharu Narodów Afryki 2002. Wystąpił też w jednym meczu udanych dla Nigerii eliminacji do MŚ 2002, z Sudanu.
Na początku 2002 roku uczestniczył w PNA w Mali. Rozegrał tam wszystkie mecze w pełnym wymiarze czasowym z wyjątkiem meczu o 3. miejsce z reprezentacją Mali, wygranym 1:0, gdyż trener dał wówczas pograć Ericowi Ejioforowi. Został też powołany przez Festusa Onigbinde na finały MŚ w Korei i Japonii. Tam był jednym z nielicznych nigeryjskich piłkarzy, którzy zagrali we wszystkich trzech meczach po 90 minut– z Argentyną (0:1), ze Szwecją (1:2) oraz Anglią (0:0). Nigeria jednak zajęła ostatnie miejsce w grupie.

## Sukcesy
- Mistrzostwo Ukrainy: 2002 z Szachtarem
- Puchar Ukrainy: 2002 z Szachtarem
- Puchar Mołdawii: 1999 z Sheriffem
- Uczestnik IO: 2000
- Uczestnik MŚ: 2002
- Uczestnik PNA: 2002, 2004